# Comuna Östhammar
Östhammar (Östhammars kommun) este o comună din comitatul Uppsala län, Suedia, cu o populație de 21.352 locuitori (2013).

## Geografie

### Zone urbane
Lista celor mai mari zone urbane din comună (anul 2015) conform Biroului Central de Statistică al Suediei:
| Nr | Zona urbană | Pop.  |
| -- | ----------- | ----- |
| 1  | Östhammar   | 4.726 |
| 2  | Gimo        | 2.698 |
| 3  | Alunda      | 2.506 |
| 4  | Österbybruk | 2.331 |
| 5  | Öregrund    | 1.589 |
| 6  | Hargshamn   | 289   |
| 7  | Skoby       | 239   |
| 8  | Dannemora   | 214   |

## Demografie
| \| Evoluția demografică în comuna Östhammar, 1970–2015 \| Evoluția demografică în comuna Östhammar, 1970–2015 \| Evoluția demografică în comuna Östhammar, 1970–2015 \| Evoluția demografică în comuna Östhammar, 1970–2015 \| Evoluția demografică în comuna Östhammar, 1970–2015 \| \| ----------------------------------------------------------------------------------------------------- \| --------------------------------------------------- \| --------------------------------------------------- \| --------------------------------------------------- \| --------------------------------------------------- \| \| An \| \| \| Locuitori \| \| \| 1970 \| 1970 \| \| 18567 \| 18567 \| \| 1975 \| 1975 \| \| 19234 \| 19234 \| \| 1980 \| 1980 \| \| 21028 \| 21028 \| \| 1985 \| 1985 \| \| 21148 \| 21148 \| \| 1990 \| 1990 \| \| 21941 \| 21941 \| \| 1995 \| 1995 \| \| 22366 \| 22366 \| \| 2000 \| 2000 \| \| 21733 \| 21733 \| \| 2005 \| 2005 \| \| 21608 \| 21608 \| \| 2010 \| 2010 \| \| 21373 \| 21373 \| \| 2015 \| 2015 \| \| 21563 \| 21563 \| \| Sursa: SCB - Statistika Centralbyrån, Folkmängd efter region, civilstånd, ålder och kön. År 1968–2016 \| \| \| \| \| |      |  |           |       |
| Evoluția demografică în comuna Östhammar, 1970–2015 |      |  |           |       |
| An |      |  | Locuitori |       |
| 1970 | 1970 |  | 18567     | 18567 |
| 1975 | 1975 |  | 19234     | 19234 |
| 1980 | 1980 |  | 21028     | 21028 |
| 1985 | 1985 |  | 21148     | 21148 |
| 1990 | 1990 |  | 21941     | 21941 |
| 1995 | 1995 |  | 22366     | 22366 |
| 2000 | 2000 |  | 21733     | 21733 |
| 2005 | 2005 |  | 21608     | 21608 |
| 2010 | 2010 |  | 21373     | 21373 |
| 2015 | 2015 |  | 21563     | 21563 |
| Sursa: SCB - Statistika Centralbyrån, Folkmängd efter region, civilstånd, ålder och kön. År 1968–2016 |      |  |           |       |